# Jerome Drayton
Pour les articles homonymes, voir Drayton.
Jerome Drayton, né Peter Buniak le 10 janvier 1945 à Kolbermoor en Allemagne et mort le 10 février 2025 à Toronto en Ontario, est un athlète canadien, spécialiste des courses de fond. Vainqueur du marathon de Boston en 1977, il est l'ancien détenteur du record du Canada du marathon en 2 h 10 min 9 s.

## Biographie
Vainqueur du marathon de Boston 1977, il remporte à trois reprises le marathon de Fukuoka où il établit en 1975 un nouveau record du Canada du marathon en 2 h 10 min 9 s.
Il participe aux Jeux olympiques de 1976, à Montréal, et se classe sixième de l'épreuve du marathon dans le temps de 2 h 13 min 30 s. En 1978, il remporte la médaille d'argent des Jeux du Commonwealth d'Edmonton, devancé par le Tanzanien Gidamis Shahanga.
Jerome Drayton meurt le 10 février 2025 à Toronto à l'âge de 80 ans.

### Palmarès
| Date | Compétition          | Lieu     | Résultat | Épreuve  | Performance     |
| ---- | -------------------- | -------- | -------- | -------- | --------------- |
| 1968 | Jeux olympiques      | Mexico   | DNF      | Marathon | DNF             |
| 1969 | Marathon de Fukuoka  | Fukuoka  | 1er      | Marathon | 2 h 11 min 13 s |
| 1975 | Marathon de Fukuoka  | Fukuoka  | 1er      | Marathon | 2 h 10 min 9 s  |
| 1976 | Jeux olympiques      | Montréal | 6e       | Marathon | 2 h 13 min 30 s |
| 1976 | Marathon de Fukuoka  | Fukuoka  | 1er      | Marathon | 2 h 12 min 35 s |
| 1977 | Marathon de Boston   | Boston   | 1er      | Marathon | 2 h 14 min 46 s |
| 1978 | Jeux du Commonwealth | Edmonton | 2e       | Marathon | 2 h 16 min 14 s |

### Records
| Épreuve  | Performance    | Lieu    | Date            |
| -------- | -------------- | ------- | --------------- |
| Marathon | 2 h 10 min 9 s | Fukuoka | 7 décembre 1975 |